# Brossel A95 DAR
Le Brossel A95 DAR est un châssis d'autobus produit par Brossel et carrossé par Jonckheere.

## Caractéristiques

### Dimensions
- Châssis en acier embouti assemblé par rivets.
- Empattement : 5 000 mm ;
- Porte-à-faux avant* : 2 500 mm ;
- Porte-à-faux arrière* : 2 980 mm ;
- Longueur du châssis : 10 480 mm ;
- Portes : double à l'avant ; double au milieu.

* du châssis.
Carrosserie réalisée par Jonckheere.

### Motorisation
Diesel Leyland O600 ou O680 incliné à 40° longitudinal au centre dans le porte-à-faux arrière associé à un coupleur hydraulique et une boite de vitesses semi-automatique Leyland GB 94.

## Production
| Illustration | Réseau - Compagnie | Nombre | Numéros      | Livraison |
| ------------ | ------------------ | ------ | ------------ | --------- |
|              | Anvers - TAO       | 12     | 80-85, 86-91 | 1955      |